# Ілмарі Хонканен
Ілмарі Хонканен (фін. Ilmari Honkanen; 25 грудня 1909 — 8 жовтня 1987) — фінський офіцер, учасник радянсько-фінської та Другої світової воєн, командир загону диверсантів з окремого розвідувально-диверсійного батальйону дальньої розвідки.

## Біографія
Народився 25 грудня 1909 року у місті Лоймаа. У 1930 році, склавши атестат зрілості, вступив до вищої школи в Турку. Спочатку він вивчав природничі науки, проте пізніше у 1935 році здобув економічну освіту у бізнес-школі. З видів спорту цікавився хокеєм і бейсболом: був учасником Фінської національної бейсбольної ліги та Фінського хокейного союзу.
Під час радянсько-фінської війни 1939—1940 років у званні капрала служив у Гельсінкі у піхотній школі. У травні 1940 року надано військове звання фендрих. У міжвоєнний період брав участь у партизанській війні.
27 лютого 1942 року нагороджений Хрестом Маннергейма № 50 за участь у низці успішних розвідувально-диверсійних операцій Другої світової війни:
- 19 липня — 25 серпня 1941 року, у районі селища Калевала (нині Карелія);
- 6 — 23 жовтня 1941 року, у селі Ругозеро;
- 4 — 7 грудня 1941 року, на Кіровській залізниці;
- 16 — 22 січня 1942 року, у районі міста Пудож на східному березі Онезького озера;
- 12 лютого 1942 року, розгром військово-польового шпиталю № 2212 у Петровському Ямі.

В останній операції лейтенант Ілмарі Хонканен очолював групу зі 100 осіб. За фінськими даними у результаті 2-годинного бою було знищено 500 радянських солдатів, 300 коней, 90 автомашин, підірвано склади з боєприпасами, продовольством й умундирування, паливні цистерни, повністю знищено 60 будівель. За радянськими даними, у результаті операції постраждав лише один ПРШ № 2212 (польовий рухомий шпиталь), убито не менше 25 осіб персоналу. Також зазнали втрат й інші радянські частини, які обороняли базу.
Втрати фінської розвідувально-диверсійної групи склали 5 осіб загиблими, 6 поранених і троє зазнали незначних травм. Знищення бази у Петровському Ямі вважається фінами однієї з найуспішніших операцій фінської військової розвідки.

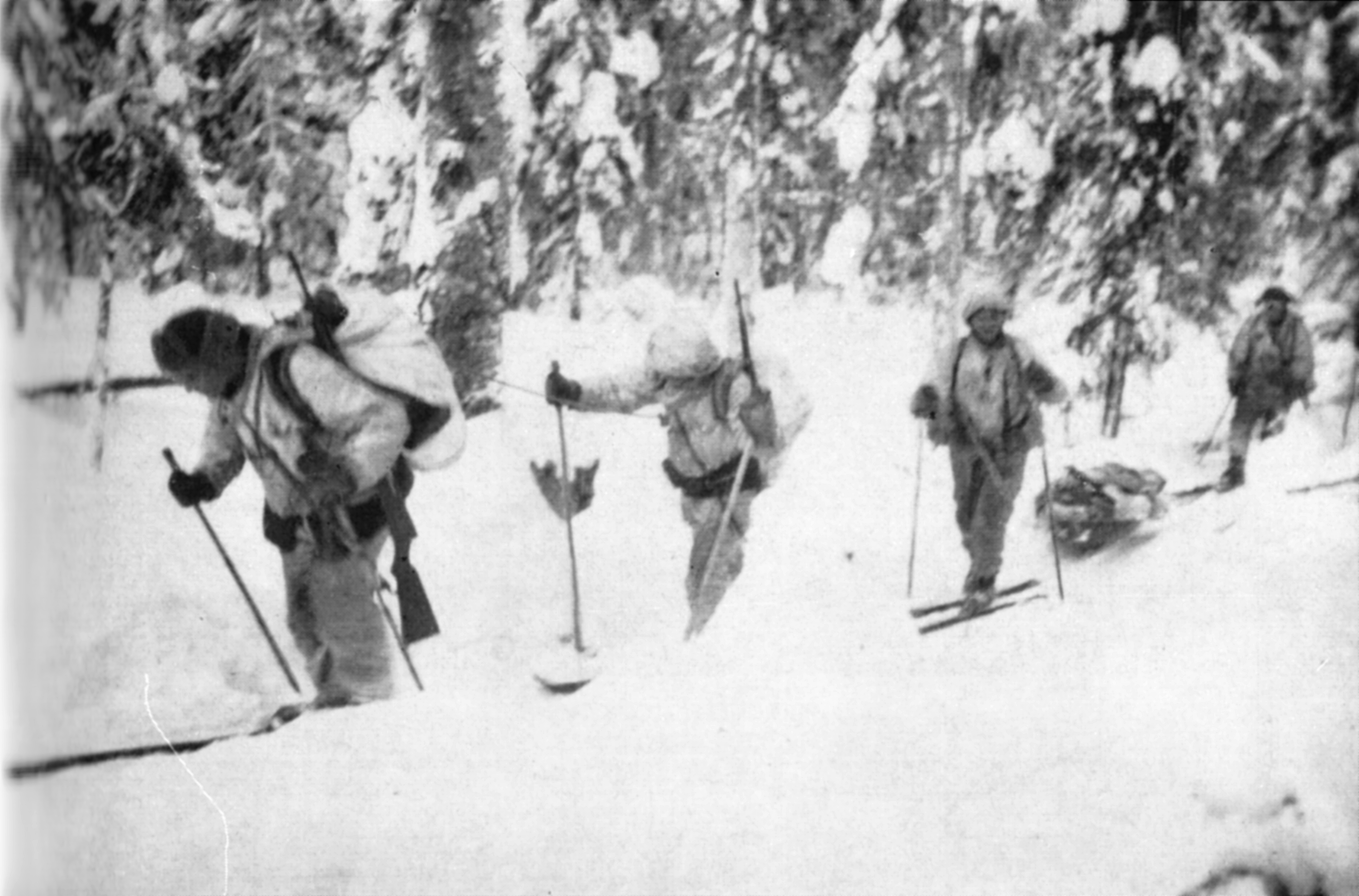
Фінські лижники-розвідники на завданні під час Великої Вітчизняної війни.

За даними російського дослідника Петра Репнікова, з посиланням на повідомлення начальника гарнізону та санітарної служби, втрати радянської сторони склали 85 осіб, з яких червоноармійців, які мали зброю — 33 особи, 28 осіб — медперсонал, 9 осіб — поранені, які перебували у шпиталі на лікуванні та ще 15 осіб — цивільне населення. Останки загиблих були перевезені до братської могили у Сегежі. За оцінкою П.Рєпнікова, з 12 лютого 1942 року ставлення до фінських військових, поранених і цивільного населення з боку радянських партизанів і частин РСЧА змінилося у гірший бік: «Жорстокість породжує жорстокість у відповідь. На наш погляд, Ілмарі Хонканен своїми необдуманими діями при плануванні й організації нападу на гарнізон Петровського Яма, яке призвели до знищення шпиталю та загибелі цивільного населення селища, породив дії радянської сторони». Командир диверсійного загону Ілмарі Хонканен не був притягнутий до відповідальності за вбивство поранених і медперсоналу, залишився жити та працювати у Фінляндії.
Після війни 12 листопада 1944 року був звільнений у запас у званні капітана. Після свого останнього розвідувального походу, його здоров'я сильно погіршилося. З січня 1945 року влаштувався працювати офісним менеджером у страхову компанію Сампо у місті Турку.
Помер 8 жовтня 1987 року.

## Виноски
1. ↑  Наприклад, відомо про 10 загиблих з 2-ї робочої роти 3-го окремого батальйону забезпечення згідно[7].